# Ophiorrhiza erubescens
Ophiorrhiza erubescens är en måreväxtart som beskrevs av Nathaniel Wallich och George Don jr. Ophiorrhiza erubescens ingår i släktet Ophiorrhiza och familjen måreväxter.
Artens utbredningsområde är Burma. Inga underarter finns listade i Catalogue of Life.